# Ґаювка (Великопольське воєводство)
Ґаювка (пол. Gajówka) — село в Польщі, у гміні Пшикона Турецького повіту Великопольського воєводства.
У 1975-1998 роках село належало до Конінського воєводства.